# Escarlá
Escarlá  (en catalán: Escarlà) es un pueblo perteneciente al antiguo término ribagorzano de Sapeira, agregado en 1970 el término municipal de Tremp. Está al noroeste de Tremp, en el extremo de poniente del término, cerca de la Noguera Ribagorzana.
Entre 1812, a ras de la aplicación de la Constitución de Cádiz, y febrero de 1847, Escarlá formó ayuntamiento, que desapareció al fijarse que el número de vecinos (cabezas de familia) debía sobrepasar los 30, para mantener la independencia municipal. En ese momento se unió a Sapeira.
Tiene una interesante iglesia románica, dedicada a san Juan, sufragánea de la parroquial de San Pedro de Espills.
A levante del pueblo, al otro lado del valle, en la vertiente noroeste del Grau de Espills, a los pies de la Sierra de la Capilla, está el santuario de la Virgen de la Mir o de la Mira.

## Historia
Escarlá era una castellanía avanzada de Espills: así como el castillo de Espills quedaba en una posición dominante, pero alejada de las vías comunicativas de nivel del Noguera Ribagorçana, Escarlá queda más cercano e igualmente sobre una roca: aquí hubo una torre o castillo muy sencillo, el castillo de Escarlá, algún resto permanece a poniente de la roca donde se encuentra la iglesia de San Juan de Escarlá.
En 1553, Escarlá tenía 5 fuegos (unos 30 habitantes), en el censo del 1831, Escarlá aparece con 27 habitantes, y en el entorno del año 1900 tenía 33 edificios y 43 habitantes. En 1970 ya sólo contaba con 7 habitantes, que han quedado reducidos a 2 en 2006, habiendo pasado, pero, por unos años en que se convirtió en despoblado total.
Como señorío, Escarlá era de Baró en el siglo XVII, sin que conste si es un apellido familiar, o significa que pertenece al varón, que en este caso sería la familia Erill. En el siglo XIX, cuando se extinguieron los señoríos, pertenecía a Torres y Santgenís.
Pascual Madoz dedica un artículo a Escarlá en su Diccionario geográfico ... del 1845. Según este diccionario:

Escarlà está en lo alto de una colina al oeste de la Noguera Ribagorçana (lo que es un error evidente, dado que es al este), donde combaten todos los vientos. El clima es frío, pero saludable, y no hay más enfermedades que las biliosas, producto de la mala alimentación. Tenía 10 casas unidas, que formaban una sola calle, empinado y mal empedrado. Cita como próximo el santuario de Nra. Sra. de Mira. El terreno de su término es áspero, roto, pedregoso y estéril, y sólo se cultivan unos 80 jornales. No hay bosques, sólo algunos robles diseminados, así como algunas manzanos. Los vecinos de Escarlá se sirven de los matorrales, para recoger leña. Se producía trigo, patatas y vino, que es el más abundante, aunque de calidad inferior. Se criaban algunas ovejas y cabras, así como los bueyes y asnos necesarios para las labores del campo. Había caza de perdices y de muchos conejos, así como pesca de truchas y barbos. La población era de 6 vecinos (cabezas de familia) y 36 almas (habitantes).